# Градище (Видем)
Градище (словен. Gradišče) — поселення в общині Видем, Подравський регіон‎, Словенія.